# حزقيال خوسيه غوميز كاماتشو
حزقيال خوسيه غوميز كاماتشو (بالإسبانية: Juan José Ignacio Gómez Camacho)‏ هو دبلوماسي مكسيكي، ولد في 6 أكتوبر 1964 في مدينة مكسيكو في المكسيك.